# Autostrada M25 (Węgry)
Droga ekspresowa M25 (węg. M25-as autóút) – droga ekspresowa na Węgrzech łącząca miasto Eger z autostradą M3.